# 임실군·순창군 (1988년 선거구)
임실군·순창군은 대한민국의 옛 국회의원 선거구이다. 당시 전라북도 임실군과 순창군 지역을 관할했다.

## 역사
제13대 국회의원 선거를 앞두고 남원시·임실군·남원군·순창군 선거구에서 분리되면서 신설되었다.
제16대 국회의원 선거를 앞두고 임실군은 완주군과 함께 완주군·임실군 선거구를 이루고 순창군은 남원시와 함께 남원시·순창군 선거구를 이루게 됨에 따라 폐지되었다.

## 역대 국회의원
| 선거   | 정당 | 정당           | 의원   |
| ------ | ---- | -------------- | ------ |
| 1988년 |      | 평화민주당     | 홍영기 |
| 1992년 |      | 민주당         | 홍영기 |
| 1996년 |      | 새정치국민회의 | 박정훈 |

## 역대 선거 결과

### 대한민국 제13대 국회의원 선거
|  | 53.56% |

|  | 39.19% |

|  | 6.11% |

|  | 1.12% |

### 대한민국 제14대 국회의원 선거
|  | 48.21% |

|  | 27.67% |

|  | 21.01% |

|  | 3.10% |

### 대한민국 제15대 국회의원 선거
|  | 55.29% |

|  | 13.58% |

|  | 13.47% |

|  | 11.76% |

|  | 4.45% |

|  | 0.82% |

|  | 0.60% |